# Sgt. Slaughter
Sgt. Slaughter, pseudonimo di Robert Remus (Detroit, 27 agosto 1948), è un ex wrestler statunitense.
Dalla fine degli anni settanta ai primi anni novanta, Slaughter ha avuto successo nella National Wrestling Alliance, American Wrestling Association e la World Wrestling Federation. Negli anni ottanta, una versione alternativa del personaggio è stata incorporata nel G.I. Joe: A Real American Hero linea di giocattoli, così come l'omonima serie animata e fumetti. Nel 2004 è tornato in WWE, lavorando con la WWE nel programma Legends.

## Carriera

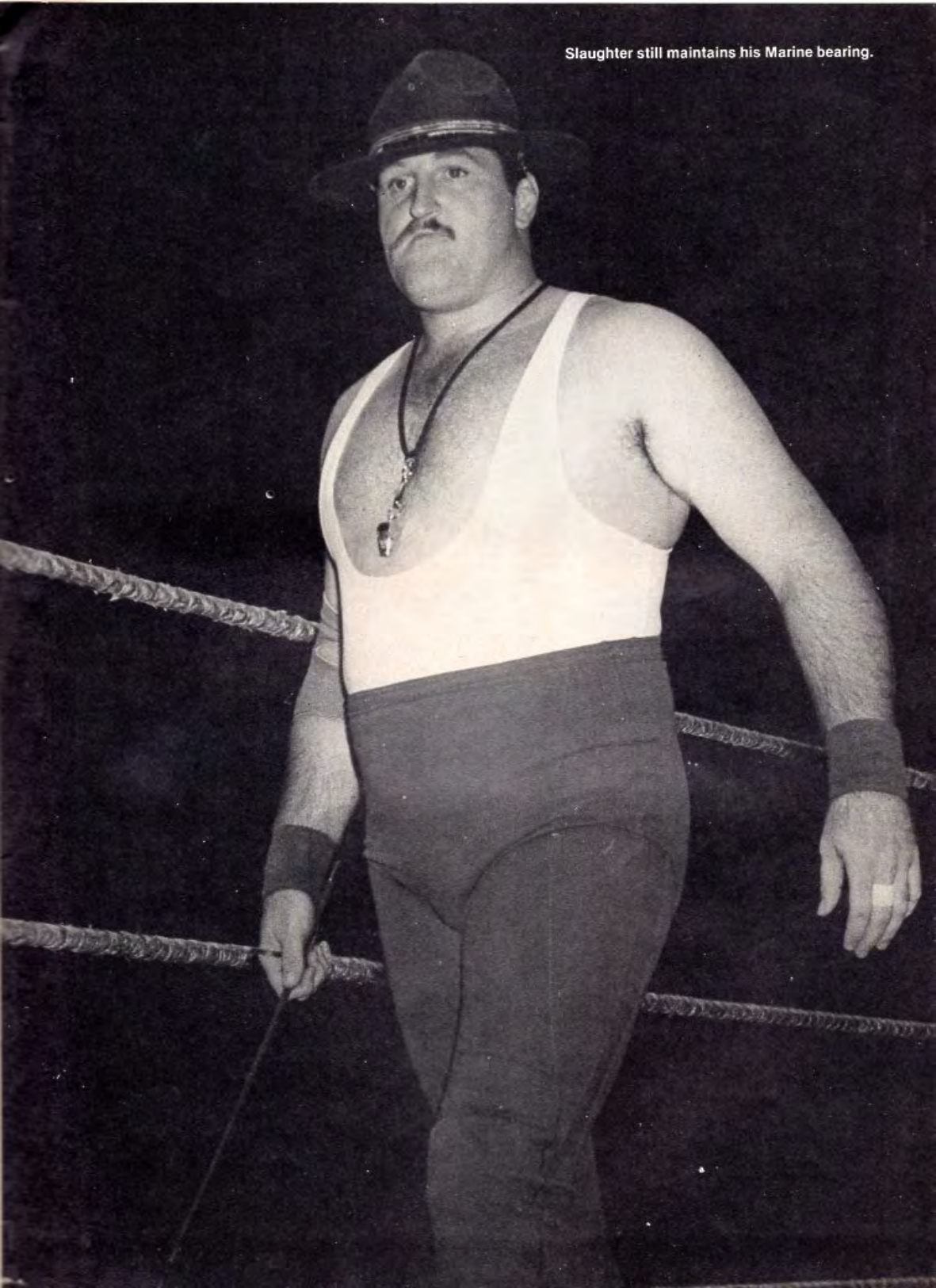
Sgt. Slaughter nel 1984

Ad inizio carriera, vinse numerosi titoli regionali, ma conquistò il primo vero successo importante nella National Wrestling Alliance conquistando l'NWA World Tag Team Championship in coppia con Don Kernodle. Durante la fine degli anni settanta, Remus lavorò nella American Wrestling Association (AWA) lottando come wrestler mascherato con l'identità di Super Destroyer Mark II e aveva come manager Lord Alfred Hayes e Bobby Heenan.

### World Wrestling Federation (1980–1984)

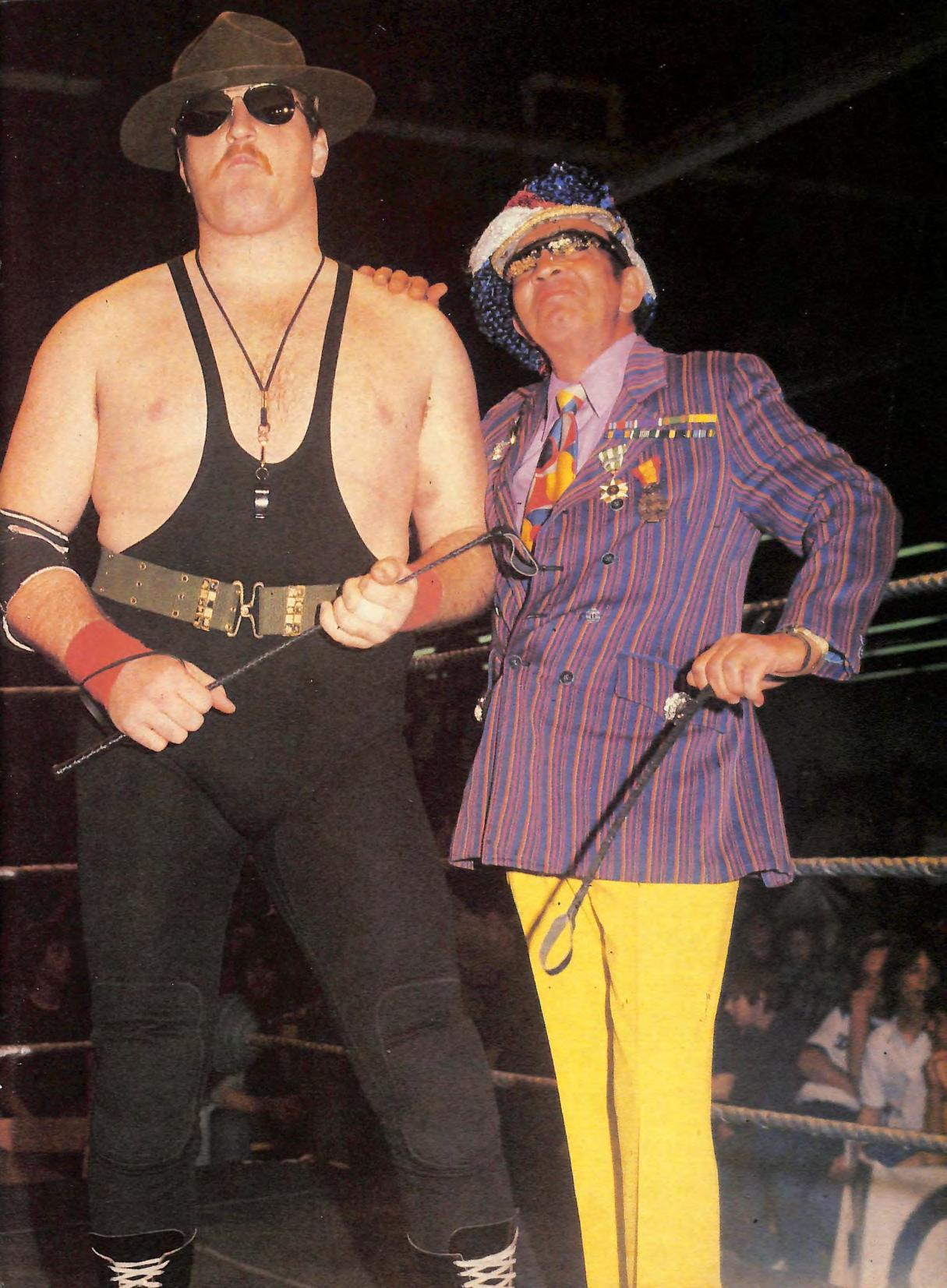
Sgt. Slaughter e The Grand Wizard

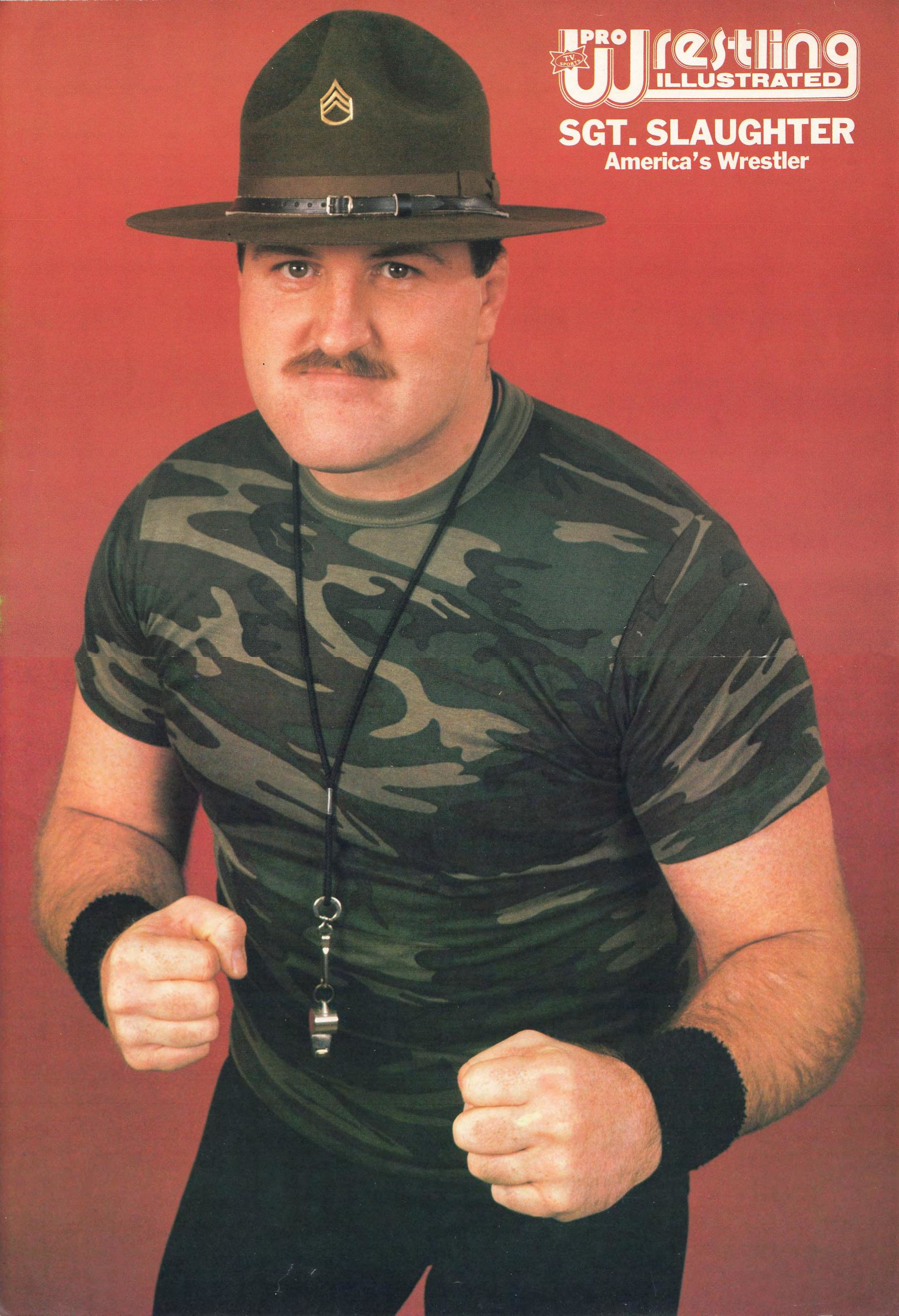
Sgt. Slaughter nel 1985

Successivamente firmò un contratto con la WWF e venne presentato come personaggio heel. Tra il 1980 e il 1981, Slaughter lottò in WWF sotto la guida di Grand Wizard. Salì velocemente allo status di sfidante numero uno al titolo mondiale, grazie alla devastante potenza della sua mossa risolutiva, la "cobra clutch". Slaughter arrivò a promettere come ricompensa 5000 dollari a chiunque fosse stato in grado di liberarsi dalla presa. Nello stesso periodo affrontò anche Bob Backlund in diversi match con in palio il World Wrestling Federation Heavyweight Championship, senza però riuscire mai a vincere. In seguito, Slaughter ingaggiò un feud con Pat Patterson, che sfidò a "rompere" la sua presa di sottomissione offrendogli 10.000 dollari in premio se ce l'avesse fatta. Patterson raccolse la sfida ma quando stava per riuscire nell'impresa, Slaughter mollò la presa e lo attaccò. Il feud tra i due culminò in un "Alley Fight match" che ebbe luogo al Madison Square Garden di New York, e che viene considerato ancora oggi uno dei migliori incontri "hardcore" mai disputati. A fine 1981, Slaughter passò nella Mid Atlantic Wrestling e vinse l'NWA United States Heavyweight Title e il titolo di coppia NWA World Tag Team con Don Kernodle. Dopo essere ritornato nuovamente in WWF, sempre con Grand Wizard come suo manager, nel 1983, Slaughter sfidò nuovamente Bob Backlund per il WWF Championship. Anche questa volta non riuscì nell'impresa, e la sua carriera prese una piega diversa quando fu deciso di far diventare il suo personaggio un face che difendeva l'onore degli Stati Uniti contro odiati heel antiamericani come The Iron Sheik e Nikolai Volkoff. Slaughter e Iron Sheik si affrontarono numerose volte nel corso del 1984, ma il loro match più famoso resta un "Boot Camp match" svoltosi al Madison Square Garden in estate. Poco tempo dopo, con l'emergere della figura di Hulk Hogan come WWF Champion e top face della federazione, Slaughter lasciò la compagnia per andare nella AWA. Slaughter lasciò la WWF per varie dispute contrattuali legate al suo diritto di immagine, e per l'impossibilità di avere occasioni di vincere il titolo mondiale saldamente nelle mani di Hogan. All'epoca della sua dipartita, Slaughter era il secondo wrestler più popolare nella WWF dopo Hogan, sorpassando in popolarità "Superfly" Jimmy Snuka e persino André The Giant.

### American Wrestling Association (1985–1990)
Il periodo passato in American Wrestling Association tra il 1985 e il 1986, fu ricco di successi per Slaughter. Vinse infatti l'AWA America's Heavyweight Championship, sconfiggendo Larry Zbyszko poco dopo il suo arrivo nella federazione. Difese il titolo contro wrestler del calibro di Zbyszko, Kamala, Boris Zhukov, e Nick Bockwinkel (prima che il titolo venisse ritirato) ed ebbe un feud con Sheik Adnan Al-Kaissey e la sua stable di lottatori, i Road Warriors, e il Colonel DeBeers. Si scontrò anche con Stan Hansen e in seguito ancora con Zbyszko per il titolo mondiale AWA.

### World Wrestling Federation (1990–2002)
Nell'estate del 1990, Slaughter fece ritorno alla WWF, ma poco tempo dopo aver fatto il suo ritorno, il personaggio di Slaughter venne trasformato da patriottico soldato americano, a traditore della patria simpatizzante del regime di Saddam Hussein in Iraq. Slaughter annunciò di essere rimasto disgustato dal proprio Paese, asserendo che l'America si era "rammollita" accettando il sovietico Nikolai Volkoff (Volkoff, durante l'assenza di Slaughter, era diventato un face rinnegando il suo partner di coppia Boris Zhukov, e abbracciando i veri valori americani, grazie alle conseguenze del crollo del muro di Berlino). La nuova gimmick di Slaughter prevedeva l'affiancamento di un generale dell'esercito iracheno (kayfabe), General Adnan, l'adozione del copricapo tipico degli sceicchi arabi, e l'odio verso gli Stati Uniti d'America. Slaughter iniziò un feud con Volkoff (dove prevalse quasi sempre), che portò ad un match, alle annuali Survivor Series, tra la squadra dei "buoni" The Alliance (Volkoff, Tito Santana, e i Bushwhackers) contro i "cattivi" The Mercenaries (Slaughter, Boris Zhukov, e gli Orient Express).

#### WWF Champion (1991)

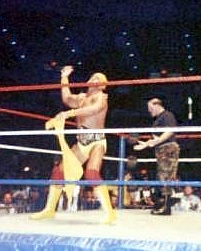
Hulk Hogan vs Sgt. Slaughter

Slaughter conquistò il suo primo e unico WWE Championship alla Royal Rumble 1991, dove sconfisse The Ultimate Warrior grazie alle interferenze di "Macho Man" Randy Savage. Iniziò quindi un regno di terrore da campione nel quale inasprì le dichiarazioni contro gli Stati Uniti (nello stesso periodo era in atto la prima guerra del Golfo) diventando uno degli heel più odiati della storia della WWF. Il sergente di ferro perse la cintura in un cruento match contro Hulk Hogan a WrestleMania VII. Poco dopo Slaughter introdusse il suo nuovo alleato, il Colonnello Mustafa (in realtà The Iron Sheik, vecchio rivale di Slaughter). Slaughter e soci si scontrarono con Hogan per mesi, incluso un handicap match 3 contro 2 svoltosi a SummerSlam, che vide il team di Hulk Hogan e Ultimate Warrior prevalere contro Slaughter, Adnan, e Mustafa.

#### Vari feud (1991–1994)
Conclusosi il feud con Hogan, Slaughter tornò nelle file dei "buoni", cominciando ad apparire in diversi promo televisivi nei quali, pentito, affermava di amare l'America e che "voleva indietro il suo Paese". Durante una puntata di WWF Superstars of Wrestling, "Hacksaw" Jim Duggan stava subendo un assalto da parte dei Nasty Boys, e Slaughter corse in suo aiuto scacciando gli aggressori. Dopo un primo momento di perplessità, Duggan accettò l'aiuto di Slaughter, e i due combatterono in coppia contro i Nasty Boys molte volte nei mesi seguenti. Il personaggio di Slaughter ridiventò popolare presso i fan, e fu persino utilizzato per una campagna di sensibilizzazione contro le droghe, nella quale il sergente affermava risolutamente: «Just say NO to drugs!» ("Dite semplicemente no alle droghe!"). Nel luglio 1994 lottò in quattro house show in New Jersey e Pennsylvania, affrontando e sconfiggendo Quebecer Pierre. Lasciò la compagnia in settembre.

#### Commissioner WWF (1997–1998)
Dopo un lungo periodo di pausa, Sarge tornò ad apparire in televisione il 4 agosto 1997 durante una puntata di Raw is War per assumere il ruolo ufficiale di commissioner WWF. Inizialmente popolare in quel ruolo, Slaughter divenne in seguito il bersaglio preferito degli scherzi e delle battute della D-Generation X, che lo chiamava "Sgt. Slobber" ("Sergente Biascico") prendendolo in giro perché spesso sputava mentre parlava. Slaughter sfidò Triple H in un Boot Camp match durante il pay-per-view D-Generation X: In Your House, che però perse in seguito ad un calcio sotto la cintura assestato a suo danno da parte di Chyna, la guardia del corpo di Hunter.
Quando nel 1998 Vince McMahon decise di entrare attivamente nelle storyline della federazione nelle vesti di heel, Slaughter, insieme a Gerald Brisco e Pat Patterson, divenne uno dei suoi scagnozzi più fidati; distribuendo punizioni qua e là ai nemici di McMahon, incluso Stone Cold Steve Austin. A fine 1998, Slaughter passò il ruolo di commissioner a Shawn Michaels e scomparve dalle trasmissioni televisive, apparendo solo sporadicamente.

### WWE Hall of Famer e apparizioni sporadiche (2004–2021)
Slaughter partecipò poi a WrestleMania X-Seven, nella Gimmick Battle Royal, venendo eliminato per ultimo da The Iron Sheik. Si vendicò alla fine del match rinchiudendo l'iraniano nella sua Cobra Clutch. Venne introdotto nella WWE Hall of Fame nel 2004 a WrestleMania XX dal suo amico Pat Patterson. In seguito, nel 2005 il sergente introdusse nell'Hall of Fame il suo amico The Iron Sheik.

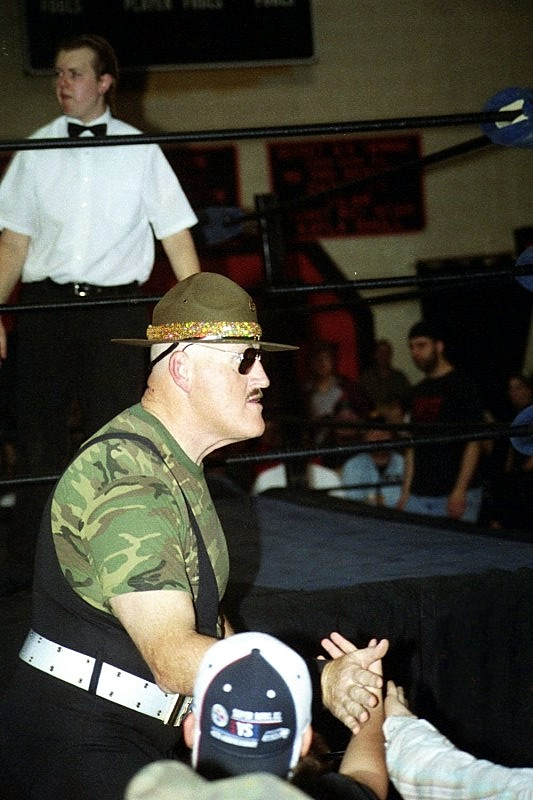
Sgt. Slaughter durante un match di wrestling nel 2009.

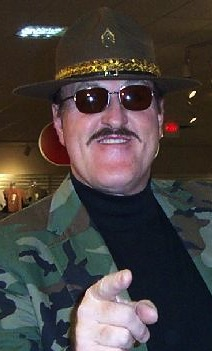
Sgt. Slaughter nel 2009

Da allora Slaughter ha fatto numerose altre sporadiche apparizioni in WWE, sfidando Muhammad Hassan, Chris Masters, Kurt Angle, Kenny della Spirit Squad, Alberto Del Rio, partecipando ad una Battle Royal a 30 partecipanti per designare lo sfidante al titolo mondiale detenuto all'epoca da John Cena, e prendendo parte a svariati segmenti TV. Inoltre alle Survivor Series del 2005 si è unito al Team di Ric Flair per fronteggiare la Spirit Squad, trionfando. A The Vengeance: Night of Champions del 2007, affrontò i Deuce 'N Domino per i WWE Tag Team Championship, in coppia con Jimmy Snuka venendo però sconfitti. Inoltre affrontò Randy Orton a Raw, divenendo però una delle tante leggende sconfitte del "Legend Killer". A Raw XV, il quindicesimo anniversario di Raw special partecipò alla 15th Anniversary Battle Royal senza successo. Nella puntata di WWE Raw del 4 luglio, viene sfidato da Jack Swagger ad un match, che perde per sottomissione all'Ankle Lock venendo fortunatamente salvato da Evan Bourne. Si vendicherà su Swagger a Tribute to the Troops 2011 quando decide di aiutare Zack Ryder in un match contro l'All American. Dopo che Ryder sconfisse Swagger il sergente eseguì su quest'ultimo il Cobra Clutch e successivamente esultò con Ryder per la vittoria. Ritorna ancora nella puntata del 10 aprile 2012 di SmackDown, in cui ci sono molte leggende, e aiuta Jim Duggan nel match contro Hunico, che però Duggan perde per squalifica. A fine puntata insieme alle altre leggende sale sul ring per dar man forte a Gene Okerlaund contro Daniel Bryan. Nella puntata speciale di Smackdown del 3 luglio, torna in un 3-tag team match, con Santino Marella e Jim Duggan riuscendo a sconfiggere Drew McIntyre, Hunico e Camacho. In seguito nello stesso giorno elimina dalla Battle royal Heath Slater in un segmento dark del programma e quindi non mandato in diretta televisiva. Ritorna poi nel 1000º episodio di Raw insieme a varie leggende del ring come Lita, The Rock, Vader, Rikishi, Diamond Dallas Page, Doink the Clown, Road Warrior Animal, Sycho Sid e Roddy Piper e l'APA. Nell'ultima edizione di Raw del 2012, viene sfidato da Antonio Cesaro con lo United States Championship in palio, ma viene sconfitto in pochi minuti. Questo sarà il suo ultimo match in WWE.
Il 24 novembre 2014 riappare a Raw, dove si confronta con il campione United States Rusev e la sua valletta, Lana, cercando di costringerli a recitare il giuramento di fedeltà alla bandiera degli Stati Uniti d'America (altrimenti, come stabilito dal general manager Daniel Bryan, avrebbe dovuto difendere il titolo contro l'intero roster di Raw). Rusev rifiutò. Jack Swagger e il suo manager, Zeb Colter, corsero sul ring e respinse Rusev che si era fatto minaccioso nei confronti di Slaughter. Sgt. Slaughter tornò a farsi vedere in occasione dello show Tribute to the Troops del 17 dicembre 2014 e aiutò Dean Ambrose a battere Bray Wyatt interferendo nel match.
Il 22 luglio 2019 fece un'apparizione nello speciale Raw Reunion. Il 4 gennaio 2021 è apparso nell'episodio speciale Legends Night di Raw.

## Personaggio

### Mosse finali
- Camel Clutch
- Cobra Clutch

### Manager
- Lord Alfred Hayes
- Bobby "The Brain" Heenan
- The Grand Wizard
- General Adnan
- Oliver Humperdink

## Titoli e riconoscimenti
- American Wrestling Association
  - AWA America's Championship (1)
  - AWA British Empire Heavyweight Championship (1)
- Central States Wrestling
  - NWA Central States Heavyweight Championship (3)
- Maple Leaf Wrestling
  - NWA Canadian Heavyweight Championship (Toronto version) (1)
- Mid-Atlantic Championship Wrestling
  - Undisputed NWA United States Heavyweight Championship (2)
  - NWA World Tag Team Championship (Mid-Atlantic version) (1) - con Don Kernodle
- National Wrestling Federation
  - NWF Americas Championship (1)
- Northeast Championship Wrestling (Tom Janette)
  - NCW Heavyweight Championship (1)
- NWA Tri-State
  - NWA United States Tag Team Championship (Tri-State version) (1) - con Buck Robley
- Professional Wrestling Hall of Fame
  - Classe del 2016
- Pro Wrestling Illustrated
  - Most Inspirational Wrestler of the Year (1984)
  - Most Hated Wrestler of the Year (1991)
  - 36º tra i 500 migliori wrestler singoli nella PWI 500 (1991)
  - 34º tra i 500 migliori wrestler singoli nella "PWI Years" (2003)
  - 29º tra i 100 migliori tag team nella "PWI Years" (2003) - con Don Kernodle
- World Wrestling Federation/Entertainment
  - WWF World Heavyweight Championship (1)
  - WWE Hall of Fame (classe del 2004)
- Wrestling Observer Newsletter
  - Match of the Year (1981)  vs. Pat Patterson in un Alley Fight il 21 maggio 
  - Most Disgusting Promotional Tactic (1991)  Iraqi sympathizer angle 
  - Worst Feud of the Year (1985)  vs. Boris Zhukov 
  - Worst Feud of the Year (1991)  vs. Hulk Hogan

## Doppiatori italiani
- Roberto Colombo in G.I. Joe